# Analóg műszerek közös szerkezeti elemei
Az analóg műszerek közös szerkezeti elemei többnyire minden műszerben megtalálhatóak. A műszer típusa általában meghatározza, hogy ezek közül melyik alkalmazható.

## Tengely
A tengely többnyire vékony sárgaréz cső, vagy alumínium ötvözet (AlMgSi), két végében egy-egy hidegen beszorított acélcsappal (csúcs). A tengely helyettesíthető két tengelycsonkkal is, ami nem változtat az előbbieken. Ilyen esetben ügyelni kell az egytengelyűségre, valamint a szigetelésre is. 

### Csúcs
A beszorított csúcs kúposra hegyezett (általában 60°), a végén 15-30-100 μm sugárral legömbölyített. Kívánatos, hogy a legömbölyített felülete tükörsima, és szennyeződésektől mentes legyen.

### Feszített szál
A lengőrész, merev tengely helyett feszített szál körül is elfordulhat, lenghet. A két feszített szál, (vagy egy függesztett szál) tulajdonképpen egy, vagy két tengelycsonk, ami csavarásra van igénybe véve, és így egyben visszatérítő nyomatékként működik az esetleges áramhozzávezetésen kívül. A „piskóta fazonú” szál nagy mechanikai feszültségeket szenved, azokat csak különleges anyagok bírják ki (platina ötvözetek).

## Csapágy

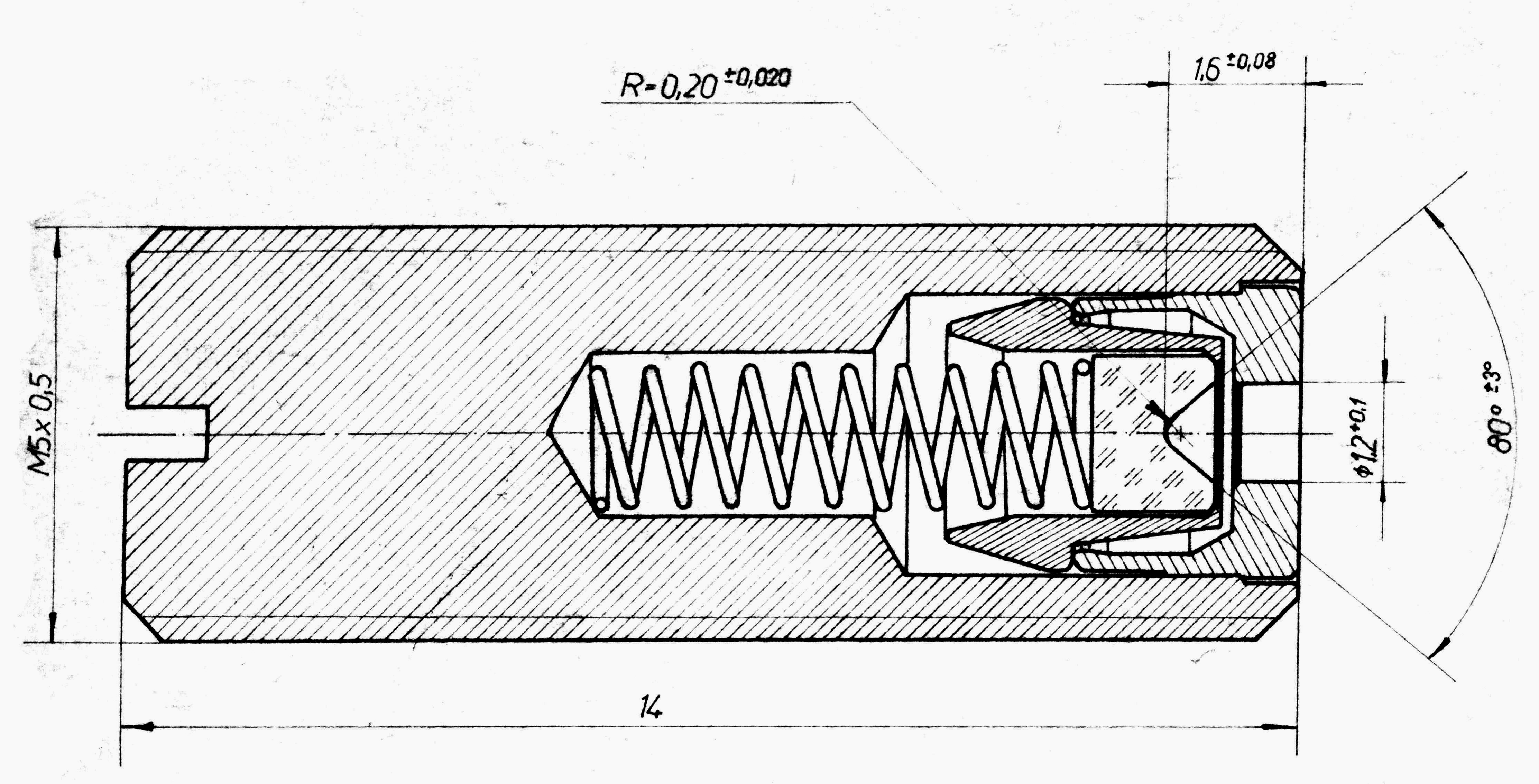
Rugós zafír

Csúcsos műszereknél a csappal érintkező csapágy anyaga mesterséges zafír. Belső kialakítása mindig a csúcs méreteihez illeszkedő, kúpszöge kb. 80˚, belső felén kb. 100 μm sugárral, gömbölyítik le. Kívánatos, hogy a belső felülete tükörsima, belső gömbölyített felülete polírozott legyen. A csapágyat sárgaréz hüvelybe foglalják. A hüvely általában finom menettel készül. A csapágyak beállításával a lengőrész csúcsa és a csapágy között minimum 15 µm tengelyirányú csapágyhézagot állítunk be.

### Fajtái
- Egyszerű, befoglalt csapágy
- Rugós csapágy. A csapágy háza, és a csapágy között kisméretű rugó helyezkedik el. Ez a rugó a lengőrendszer súlya alatt még nem nyomódik össze, de a mechanikai, vagy hőtágulás hatására bekövetkező deformációktól megvédi a csúcsokat.
- Olajtöltésű csapágy. Ez rugó nélküli csapágy, melybe meghatározott, a lengőrész tehetetlenségi nyomatékától függő mennyiségű szilikonolajat töltöttek be. Az olaj viszkozitása is változó lehet. (Bővebben a csillapítási módoknál.)
- Lassanrajzoló műszereknél használatos még a talpcsapágy.

## Lengő

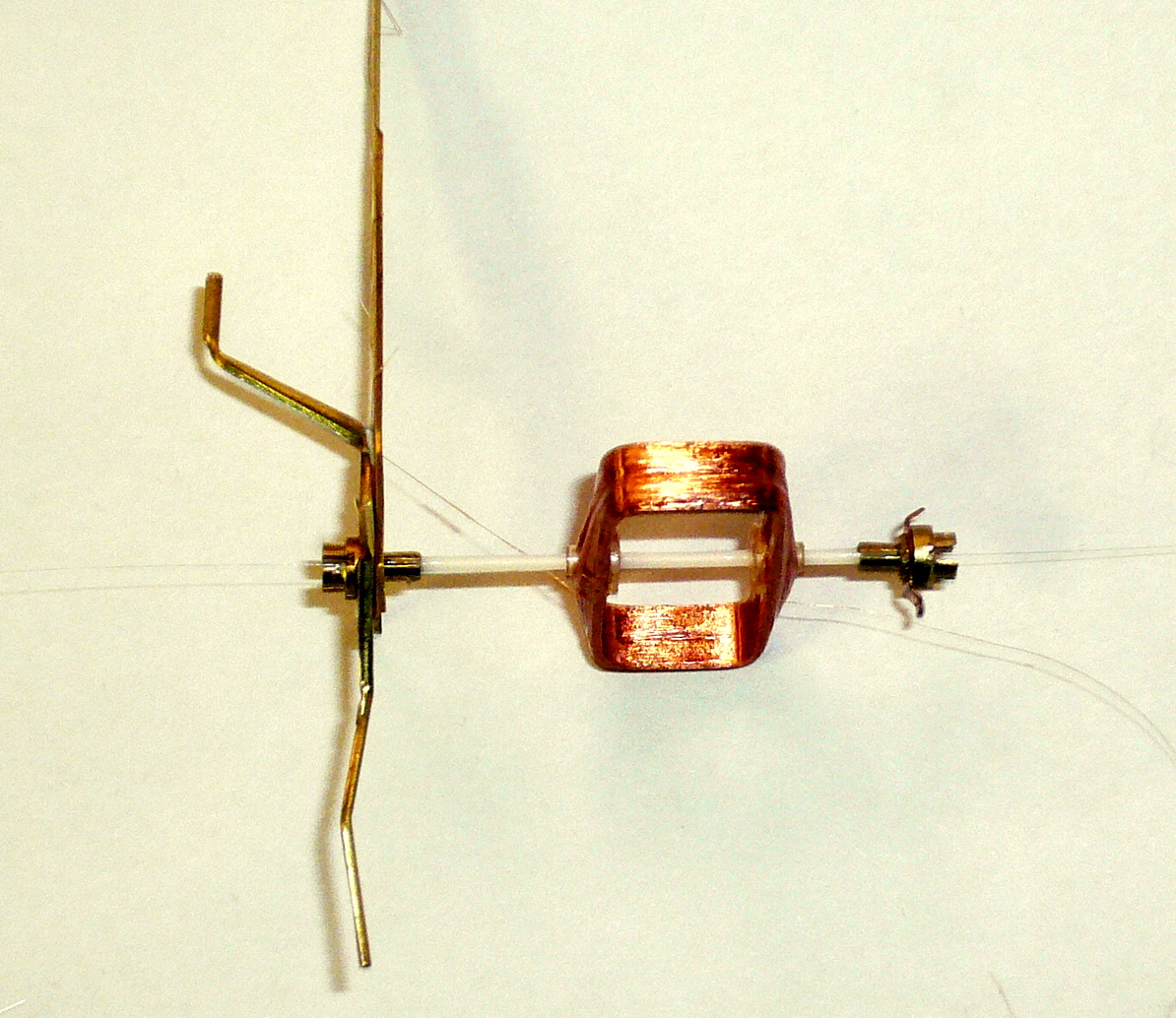
Elektrodinamikus, feszítettszálas lengőrész

A mérőmű azon része, mely a kitérítő nyomaték hatására visszatérítő nyomaték ellenében el tud mozdulni. A mozgást valamilyen csillapítás fékezi, mely hatására a mért értékhez képest a tényleges értéken általában túllendül, és csillapodó lengéssel a ténylegesen mért értékre áll be.

## Mutató

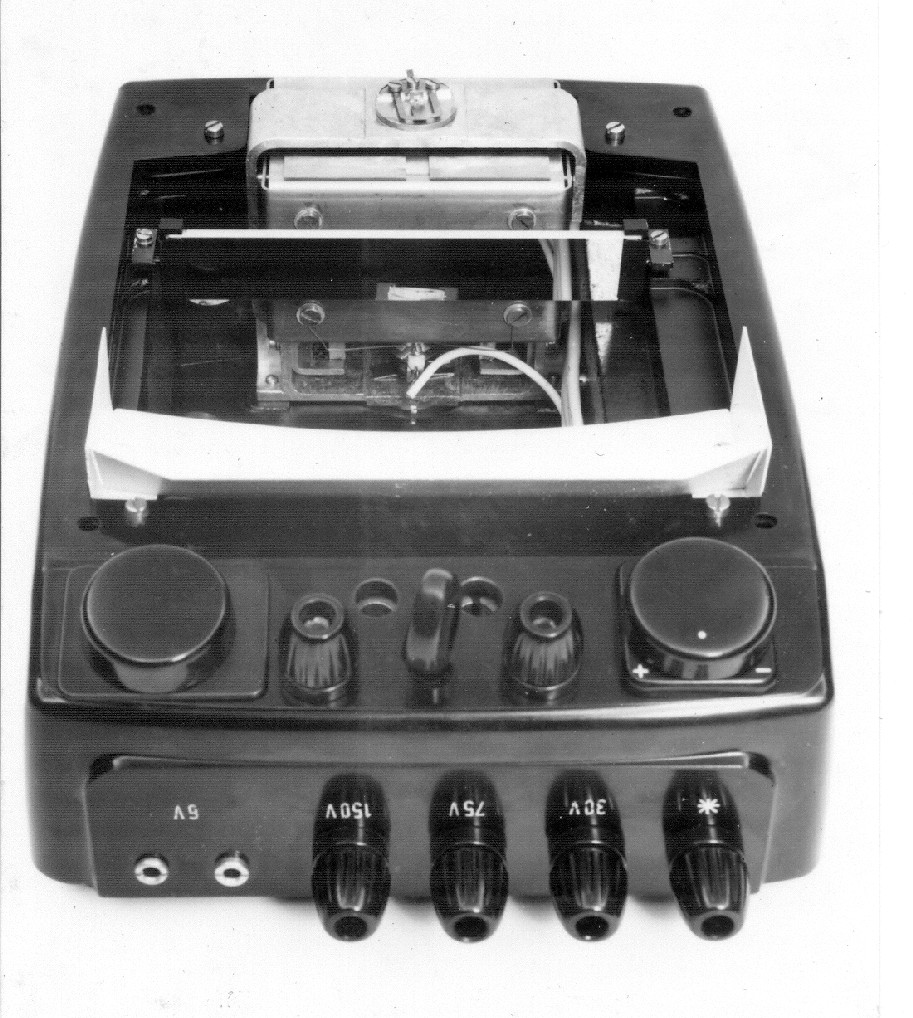
Elektrodinamikus teljesítménymérő fénymutatóval. Jól látható a mutatót „visszahajlító” tükör.

A lengőrész használati szöghelyzetének megállapítására szolgál, közönségesen a lengőrész tengelyére van erősítve. Az összeerősítésnek olyannak kell lennie, hogy méréskor a mutató-tengely-lengőrész viszonylagos szöghelyzete ne változzék. Főszabály, hogy a messziről leolvasott műszernél a távolból is jól látható legyen, míg precíziós, készülékbe építhető műszereknél a finom leolvasást biztosítsa!
- A mutató anyaga vékony alumínium lemez, élével fölfelé fordított vályú, melynek bordázata mechanikai merevítést is szolgál.
- Használatos még kör keresztmetszetű mutató is. Anyaga alumínium cső. A precíziós műszereknél úgynevezett „késél” kialakítás a szokásos.
- Készülhet mutató kúpos üvegcsőből is.
- Készülhet még műszer fénymutatóval is. A fénymutató a lengőrészen elhelyezett tükörre vetített, és arról visszavert fénysugár. A fénymutató nagy előnye, az anyagi mutatókkal szemben, hogy a tükör súlya, és tehetetlenségi nyomatéka jelentősen kisebb, mint egy mutatónak. További előnye, hogy egyszerű fogásokkal könnyen meghosszabbítható, például: a skálának a mozgó tükörtől való távolításával, akár a műszeren kívüli elhelyezésével, illetve (a műszeren belüli) többszöri tükrözéssel, vagy akár a terem falán felfestett skálával, esetleg több méter hosszú "mutató" is létrehozható.

## Skála
A skála általában sík fémlap, síkja (a profil műszerek kivételével) merőleges a lengőrész forgási tengelyére, párhuzamos a mutató pályájával. Ha a skálalapon erre szolgáló kivágás, és az alatt tükör is van, a parallaxis hiba (helytelen nézésből származó hiba) kiküszöbölhető.

### Skála tükör
Általában üveg, ritkábban fém alapanyagú. A skála alatt helyezkedik el. Vagy a skála alatti tartószerkezetre, vagy a skálára rögzítve. A tükör rögzítéséhez nem használható cianoakrilát hatóanyagú ragasztó, mivel az általa adott rideg kötés nem tudja kiegyenlíteni a hőtágulások különbségét. Ideiglenes rögzítésre használhatunk ilyen ragasztót is, de kombináljuk valamilyen rugalmas ragasztóval.

## Ellennyomaték
A műszer a kitérítő nyomaték hatására kitér. Ezzel szemben működnie kell egy visszatérítő nyomatéknak. A kitérés akkora lesz, amikor a két nyomaték éppen egyenlő nagyságú.

### Rugó
Az ellennyomatékot legtöbbször rugó szolgáltatja. A rugó egy Arkhimédészi spirál alakú vezető anyag (bronz). Két rugó felrakása esetén, azokat úgy kell elhelyezni, hogy a kitérítés hatására az egyik rugó menetei nyíljanak, míg a másik rugó menetei záruljanak. Ezzel kiküszöbölhető a hőmérsékletváltozásból bekövetkező hiba. Nem egyforma nyomatékú rugók esetén a nagyobb erősségű rugó kerüljön a nullaállító szerelvényhez! (lásd ott)

### Torziós szál
A visszatérítő nyomatékot, (és vele az áram hozzávezetést) biztosíthatjuk feszített (torziós) szálakkal is. A korszerű műszerekben kis visszatérítő nyomatékot használunk az érzékenység fokozására. Ezt feszítettszálas kivitellel érjük el. A szálak tulajdonképpen két csavarásra igénybevett rúdnak foghatók fel. A szálak mechanikusan előfeszítettek a szál belógás elkerülésére. Az előfeszítést két bronz rugó végzi. A kitérítésnél a szálak rugókhoz rögzített végei állnak, míg a lengőrendszerhez rögzített végei elfordulnak. Az elfordulás hatására a szálak igyekeznek megrövidülni, és a két feszítő rugót összébb húzzák. Így az eredő nyomaték részben a szál nyomatékától, részben az előfeszítés mértékétől függ.

### Elektromágneses ellennyomaték
Elektromágneses ellennyomaték esetén a mérőmű lengőrészének tengelyén két elektromágneses rendszer működik.
Az egyensúlyi helyzet feltétele az egymás ellen ható nyomatékok azonossága.

## Nullaállító szerelvény
A nullaállítást (a nyugalmi állapot beszabályozását) kívülről lehet működtetni, többnyire a műszer elején elhelyezett kis excenter (körhagyó) elforgatásával. A nullaállító gomb elforgatásakor a belőle kiképzett -a központjától eltolt- csap alkalmas áttételen keresztül elfordítja az egyik rugót, vagy torziós szálat, és ezzel a mechanikai nullapontra állítható a mutató.

## Csillapító nyomaték
A műszernek a mérőáramkörbe való hirtelen bekapcsolásakor szabványos követelmény, hogy a lengőrész legfeljebb 30%-kal lendülhet túl a mérési egyensúlyi helyzeten (a skála 2/3 részénél), és a bekapcsolás pillanatától számítva, megszabott időn belül nyugalomba kell jönnie. Ez csak megfelelő csillapítónyomatékkal érhető el.

### Lengőkeret csillapítás
A lengőkeret csillapításnál a lengőtekercs huzalját egy fémből készült keretre tekerik. A csillapítástól megköveteljük, hogy egy műszeren belül mindig egyforma legyen, így ez a csillapítási mód csak állandó mágnesű műszereknél használható. Ezt a csillapítási módot használjuk, általában a lengőtekercses műszereknél.

### Örvényáramú csillapítás
A műszer állórészére egy (vagy több) állandó mágnest erősítünk Ennek mágneses erőterében, mozdul el egy, a tengelyre erősített, vezető anyagból készült lemez. (a mágneses erővonalak irányára merőlegesen). Így ebben, az elmozdulás hatására, feszültség indukálódik. Ez is felfogható egy rövidrezárt, egymenetű tekercsként, és így a menetben áram folyik (örvényáram), aminek hatására akadályozza az elmozdulást.

### Folyadék csillapítás
A mérőmű lengőrésze, és állórésze közé, egy megfelelően kialakított térbe folyadékot töltünk. A lengőrész elfordulásakor a folyadék elemi szálai, melyek a lengőrész, és állórész között helyezkednek el, az elfordulás hatására (mivel mindkét végük rögzítettnek tekinthető) megnyúlnak. Ezek a megnyúlt szálak igyekeznek megrövidülni, és így akadályozzák az elmozdulást.
A folyadék csillapításhoz általában szilikonolajat használnak.

### Levegő csillapítás
Ha a lengőrendszer tengelyére egy zárt térben mozgó lapocskát szerelünk, a lengőrész elmozdulásának hatására ez a lapocska elmozdulása közben maga előtt összenyomja a levegőt, ugyanakkor maga mögött légritkítást végez. Az összenyomás, és ritkítás - a lengőrendszer elmozdulását akadályozó - nyomatékot hoz létre, mely független az elmozdulás irányától, mindenképpen az ellen hat.

### Külső sönt csillapítás
Ha a műszer állandó mágnessel készül (pl. Deprez), de valamilyen megfontolásból lengőkeret csillapítás nem használható (pl. túlcsillapítaná) hatásosan csillapíthatjuk a kört a lengőtekerccsel párhuzamosan kapcsolt, megfelelő értékű ellenállással. Ez az ellenállás lehet egy sönt lánc is.

## Határoló szerkezet
A lengőrész túlfutásának megakadályozására a műszerben határolókat helyezünk el. Ez az állórészre, a tokra, vagy a skálára erősített szerkezeti elem megakadályozza a műszer mutatójának túlfutását.

## Szerkezeti elemek
A műszer belső alkatrészeit mechanikusan rögzíteni kell. A rögzítéstől elvárható, hogy a mérőrendszer-skála-műszerház stabil egységet képezzen. Fém alkatrészek esetén ügyelni kell a kúszóutak megfelelő kialakítására! A biztonság mindenekelőtt!

## Áramköri elemek
A műszer működéséhez, és/vagy a méréshatár kiterjesztéséhez a műszerházban egyéb áramköri elemeket is el kell helyezni. Így előtét-ellenállásokat, söntöket, biztosítékokat, kapcsolókat, áramköri lemezeket. A forrasztási helyeket úgy kell kialakítani, hogy a lágyforrasztás ne legyen teherhordó! TILOS az áramköri lemezeken, alapokon, egyáltalán bárhol denaturált szeszben feloldott hegedűgyantán kívül bármilyen folyasztószer használata!

## Tokozás
A műszertokok védik a műszereket a külső behatásoktól. Készülhetnek önkioltó műanyagból, préselt műanyagból, vagy vaslemezből.

## Csatlakozó kapcsok
Kapcsolótábla műszereknél a kivezető kapcsok 16A áramerősségig M4, 40A áramerősségig M6, 100A áramerősségig M8 csavarral, vagy anyával csatlakoztathatóak. A kivezető kapocs helyének kialakítása alakzáró legyen, hogy még drasztikus meghúzás esetén se tudjon a kapocs elfordulni. A hordozható kivitelű műszerek bekötéséhez használt kapcsok feleljenek meg az érintésvédelmi, és biztonsági előírásoknak. Csak biztonsági kivezetőket használjunk!